# 限定繼承
限定繼承，指繼承人對遺產債務承擔的責任以所繼承遺產的價值為限的原則。中華民國民法第1148條規定係指繼承人對於被繼承人之債務，於繼承人所得遺產之範圍內，始負清償責任。限定繼承原為概括繼承之例外規定，繼承人必須於繼承發生時起之特定期間內向法院聲請，始生效力。惟現代社會許多繼承人因不知繼承事件發生，或因不知法律規定等情況，而未於特定期間內向法院聲請限定繼承或拋棄繼承，致繼承人繼承龐大債務，造成不公，且悖於個人主義的潮流，廣受各界批評，因此各界逐漸揚起檢討傳統「父債子償」之概括繼承。

## 歷史
古羅馬繼承法中查士丁尼一世首度制定了限定繼承原則（直译 '財產清單利益'），規定若繼承人在知悉其為繼承人的30日內開始製作財產清冊，則其就只為該清冊內財產所生的債務負清償責任。

## 各地立法例

### 中华民国
中華民國民法自2009年修正後，改採「概括繼承，有限責任」的繼承模式，亦即採取一般所理解的「限定繼承」，繼承人於繼承開始時，即僅就其因繼承所得遺產範圍內，對於被繼承人之債權人負清償責任。

### 日本
日本民法繼承編中，除了單純承認（第920條）或放棄（第938條）繼承（日语：相続）遺產外，亦可向家事法院（日语：家庭裁判所）提出限定承認（第924條）申述，在遺贈與債務清算後尚有盈餘的限度內繼承遺產（第922條）。

### 中国大陆
《中华人民共和国继承法》 (1985) 第33條第1項：「继承遗产应当清偿被继承人依法应当缴纳的税款和债务，缴纳税款和清偿债务以他的遗产实际价值为限。超过遗产实际价值部分，继承人自愿偿还的不在此限。」（已廢止）
《中华人民共和国民法典》(2021) 第1161條：「继承人以所得遗产实际价值为限清偿被继承人依法应当缴纳的税款和债务。超过遗产实际价值部分，继承人自愿偿还的不在此限。」

### 英國
英國法採取剩餘財產交付主義，遺產須先交付於遺產管理人或遺囑執行人管理，待管理人清償遺產債務、處理遺贈之後，始將剩餘財產交予法定繼承人。

### 荷蘭
荷蘭民法第4編第192條就限定繼承（直译 '受益繼承'）作有規定。